# Vallée du Lys
Pour les articles homonymes, voir Lys.
Pour la vallée du même nom des Pyrénées françaises, voir Vallée du Lis.

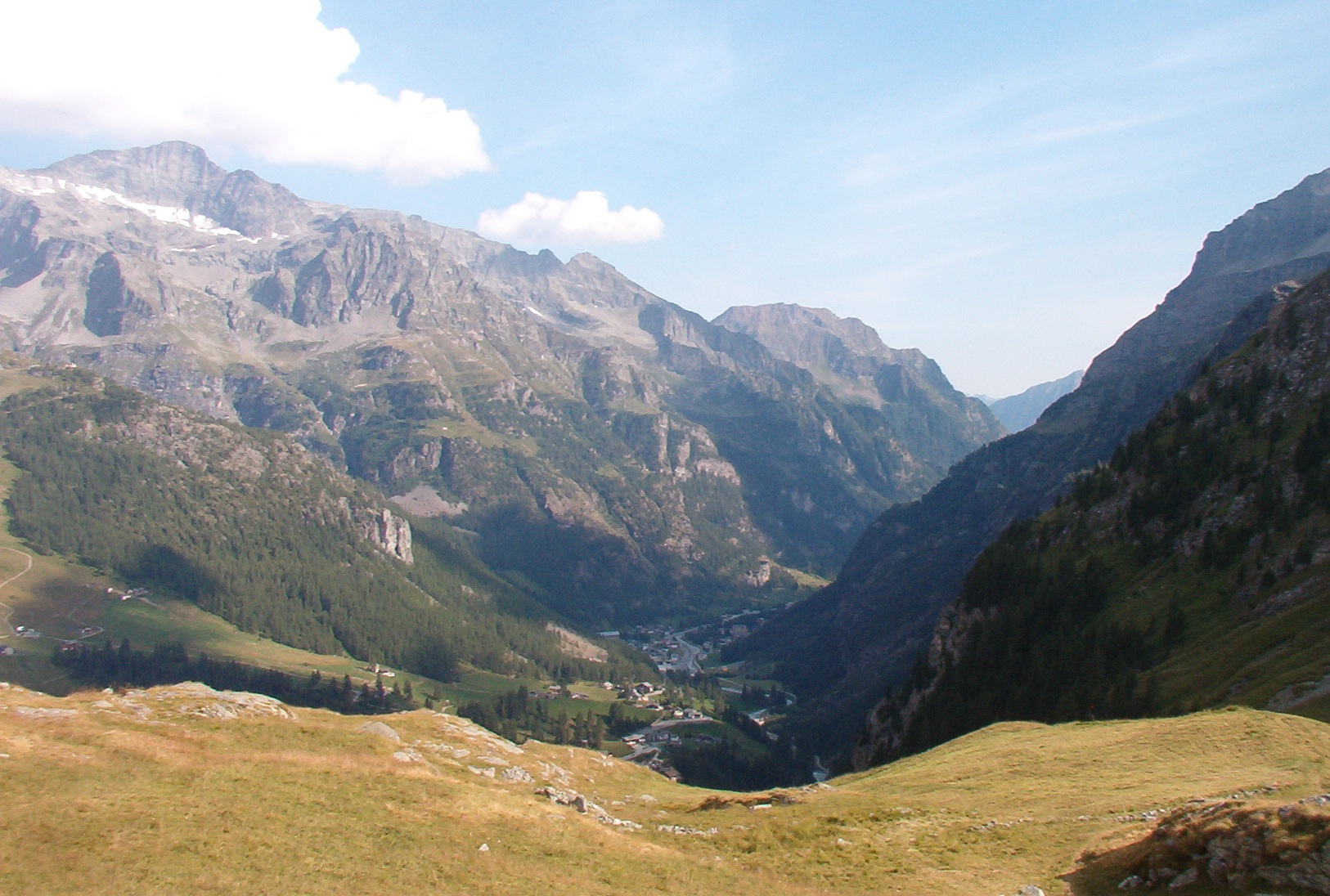
Vue de la haute vallée du Lys.

La vallée du Lys (en greschoneytitsch, Walleschu ; en töitschu, Walludu ; en allemand Lystal ; en italien, Valle del Lys) est une vallée latérale de la Vallée d'Aoste, dans le Nord de l'Italie, située au nord de Pont-Saint-Martin.

## Toponymie
La vallée tire son nom du torrent Lys. En bas latin, le Lys était appelé Hellex. Le toponyme vallée du Lys était donc vallis Hellesii, d'où dérive le terme Vallaise, désignant originairement la vallée du Lys, et dont ensuite la famille de Vallaise s'est approprié. Encore de nos jours, le terme Vallaise est parfois utilisé dans l'usage savant, localement et de façon non officielle, pour se référer à la vallée, outre qu'à la famille.

## Géographie
La vallée du Lys jouxte au nord le Valais, à l'est les provinces piémontaises de Verceil et de Bielle, et à l'ouest le val d'Ayas.

### Sommets principaux
L'extrémité de la vallée du Lys est formée par le mont Rose :
- Ludwigshöhe - 4 342 mètres ;
- Liskamm occidental - 4 477 mètres ;
- Liskamm oriental - 4 527 mètres ;
- Castor - 4 221 mètres.

D'autres sommets sont :
- Tête Grise (en allemand Grauhaupt) - 3 314 mètres ;
- Mont Néry - 3 075 mètres ;
- Tête Noire (en allemand Schwarzhorn) - 4 322 mètres ;
- Balmenhorn - 4 167 mètres, siège du Christ des sommets ;
- Pyramide Vincent - 4 215 mètres ;
- Tête Blanche (en allemand Weisshorn) - 3 320 mètres ;
- Mont Mars - 2 600 mètres ;
- Jumeaux de Mologne - 2 473 mètres.

### Hydrographie
Le Lys est le cours d'eau principal. Il jaillit du glacier du même nom.
Le principal lac de la vallée est le lac du Gabiet (en allemand, Gabietsee).

### Cols
Les cols reliant cette vallée à celles adjacentes sont :
- vers la vallée de Zermatt (en allemand Mattertal) :
  - col du Lys - 4 153 mètres ;
- vers le val d'Ayas :
  - col Pinter - 2 776 mètres ;
  - col du Bätt (ou Bettaforcaz) - 2 672 mètres ;
  - col Chasten (ou col Bouquiet) - 2 549 mètres ;
  - col Dondeuil (ou col des Munes ; en töitschu, Mühnu Vurku) - 2 338 mètres ;
  - col de la Ranzola - 2 170 mètres ;
- vers le Valsesia (au Piémont) :
  - col Vincent - 4 088 mètres ;
  - col des Salati - 2 936 mètres ;
  - col du Loo - 2 452 mètres ;
  - col d'Olen - 2 881 mètres ;
  - col du Valdobbiaz - 2 480 mètres ;
- vers le val du Cerf (au Piémont) :
  - col de la Grande Mologne - 2 364 mètres ;
  - col de la Petite Mologne - 2 205 mètres ;
  - col de Gragliasca - 2 208 mètres ;
- vers le Mont Sacré d'Oropa (au Piémont) :
  - col de Barme - 2 261 mètres.

## Culture

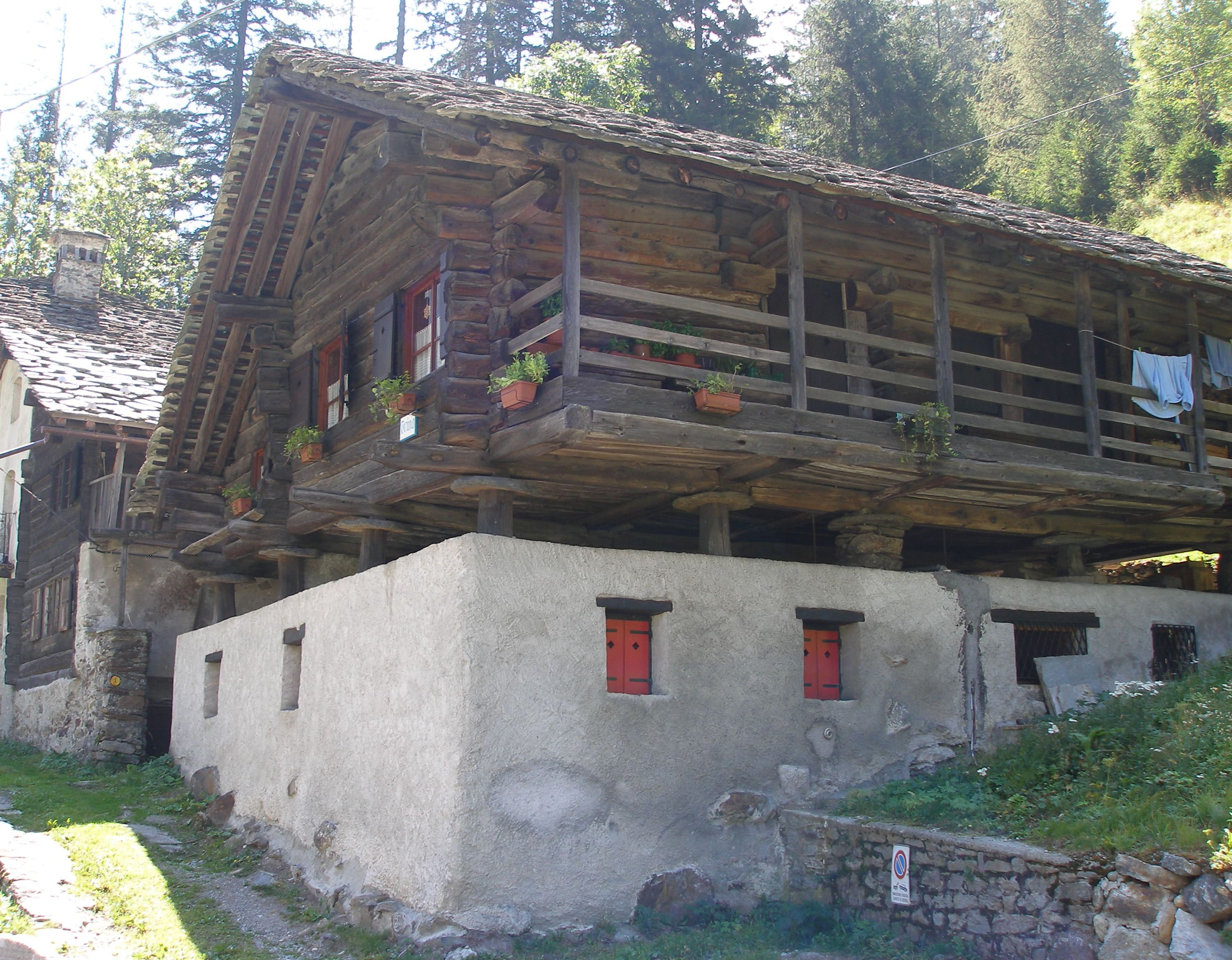
Un Stadel, la maison typique walser.

La haute vallée du Lys a été peuplée par les migrations des Walsers, et aujourd'hui elle garde intactes les traditions de ce peuple, leur architecture typique, aussi bien que leur langue. Toutefois, ces traits caractéristiques ont été récemment menacés par le tourisme. Pour sauvegarder la langue, issue de l'alémanique supérieur, et les traditions walser, une communauté de montagne a été créée, qui promeut entre autres l'apprentissage de la langue walser (dans les deux variantes présentes sur le territoire du titsch à Gressoney et du töitschu à Issime) dans les écoles.
La basse vallée du Lys, au contraire, présente, comme partout ailleurs en Vallée d'Aoste, une tradition et une langue francoprovençale. Ces trois communes font partie de l'unité des communes valdôtaines du Mont-Rose.
La commune de Gaby, qui se trouve en territoire walser, a toutefois maintenu au cours des siècles un patois francoprovençal, avec beaucoup d'influences walser, surtout dans la toponymie.

## Tourisme
La vallée fait partie du domaine skiable Monterosa Ski, qui comprend le haut val d'Ayas, la haute vallée du Lys et deux communes piémontaises du haut Valsesia.
En particulier, à Gressoney-Saint-Jean se situe le domaine skiable des Weissmatten.

### Randonnées
Cette vallée fait partie de la Haute Route n°1.
Les refuges présents dans cette vallée sont :
- cabane Giovanni Gnifetti - 3 648 mètres ;
- refuge Ville de Mantoue - 3 498 mètres ;
- refuge Guglielmina - 2 880 mètres ;
- refuge Ville de Vigevano - 2 864 mètres ;
- refuge du Gabiet - 2 375 mètres ;
- refuge du Lys - 2 358 mètres ;
- refuge Coda - 2 280 mètres ;
- refuge Alpenzu - 1 779 mètres ;
- bivouac Felice Giordano - 4 167 mètres ;
- bivouac Ulrich Lateltin - 3 120 mètres ;
- bivouac Craboun - 2 650 mètres ;
- bivouac Charles Gastaldi - 2 630 mètres.

## Personnalités célèbres
- Paolo Beck Peccoz (1943), médecin, endocrinologue, professeur à l'université de Milan, vice-président de la Société européenne d'endocrinologie.
- Humbert Monterin (1887–1940) - glaciologue et naturaliste.
- Jean-Joconde Stévenin - Curé, homme politique, protagoniste de l'autonomie valdôtaine et syndic d'Aoste (1865-1956).
- Jean-Jacques Christillin (1863-1915) - ethnologue.
- Albert Linty (1906–1983) - dialectologue.
- Léonard David, champion de ski, mort prématurément à l'âge de 24 ans.